# 20325 Julianoey
20325 Julianoey è un asteroide della fascia principale. Scoperto nel 1998, presenta un'orbita caratterizzata da un semiasse maggiore pari a 2,3782073 UA e da un'eccentricità di 0,0773104, inclinata di 6,10303° rispetto all'eclittica.